# Mih Ouensa (distrito)
Mih Ouensa é um distrito localizado na província de El Oued, Argélia, e cuja capital é a cidade de mesmo nome, Mih Ouensa. A população total do distrito era de 22 423 habitantes, em 2008.

## Comunas
O distrito é composto por duas comunas:
- Mih Ouensa

Oued El Alenda